# Priefel
Priefel ist ein Weiler von Nobitz im Landkreis Altenburger Land in Thüringen.

## Lage
Priefel liegt in der Pleißeniederung östlich von Ehrenhain sowie im überlössten Hügelland um Altenburg.

## Geschichte
Die urkundliche Ersterwähnung fand zwischen 1181 und 1214 statt.
Der Weiler Priefel, ein Rundling, geschaffen von Sorben und heißt auf Sorbisch: An der Rodung liegend. Der Ort gehörte zum wettinischen Amt Altenburg, welches ab dem 16. Jahrhundert aufgrund mehrerer Teilungen im Lauf seines Bestehens unter der Hoheit folgender Ernestinischer Herzogtümer stand: Herzogtum Sachsen (1554 bis 1572), Herzogtum Sachsen-Weimar (1572 bis 1603), Herzogtum Sachsen-Altenburg (1603 bis 1672), Herzogtum Sachsen-Gotha-Altenburg (1672 bis 1826). Bei der Neuordnung der Ernestinischen Herzogtümer im Jahr 1826 kam der Ort wiederum zum Herzogtum Sachsen-Altenburg.
Nach der Verwaltungsreform im Herzogtum gehörte er bezüglich der Verwaltung zum Ostkreis (bis 1900) bzw. zum Landratsamt Altenburg (ab 1900). Das Dorf gehörte ab 1918 zum Freistaat Sachsen-Altenburg, der 1920 im Land Thüringen aufging. 1922 kam es zum Landkreis Altenburg. Das Erblehngut war um 1890 Eigentum eines Fabrikanten aus Altenburg. Später kaufte es die Familie Bloedau aus Ehrenberg. Die Besitzer wurden nach 1945 enteignet. Das Gut wurde Lehr- und Versuchsgut.
Priefel wurde am 1. Juli 1950 nach Oberleupten eingemeindet, welches wiederum am 1. Januar 1973 in die Gemeinde Nobitz eingegliedert wurde. Bei der zweiten Kreisreform in der DDR wurden 1952 die bestehenden Länder aufgelöst und die Landkreise neu zugeschnitten. Somit kam Priefel mit dem Kreis Altenburg an den Bezirk Leipzig, der seit 1990 als Landkreis Altenburg zu Thüringen gehörte und 1994 im Landkreis Altenburger Land aufging. Heute wird in Priefel naturnahe Landwirtschaft betrieben. Es gibt eine Hoffleischerei. Ferienwohnungen und Veranstaltungsräume sind verfügbar.